# جمياوية
الجمياوية (الاسم العلمي: Phacelieae) هي قبيلة من النباتات تتبع فصيلة الحمحمية من الطبقة النجمياوايات.

## أجناس الجمياوية
- الجمية (الاسم العلمي:جمية)
- الناما (الاسم العلمي:ناما)
- (الاسم العلمي:Eucrypta)
- (الاسم العلمي:Draperia)
- (الاسم العلمي:Emmenanthe)
- (الاسم العلمي:Wigandia)
- (الاسم العلمي:Eriodictyon)
- (الاسم العلمي:Turricula)
- (الاسم العلمي:Tricardia)
- (الاسم العلمي:Hesperochiron)
- (الاسم العلمي:Romanzoffia)
- (الاسم العلمي:شيفرة جينية)